# المشاشطة
المشاشطة قرية في ليبيا تقع في جنزور غربي طرابلس بحوالي 20 كيلومتر عن مركز طرابلس وهي بلدة تشتهر بزراعة أشجار الزيتون والنخيل وبعض الخضروات.
يوجد بها زاوية المشاشطة القديم ويسمى (زاوية سالم المشاط)، ويتم تعليم علوم القرآن فيها، ويقدر عمرها حوالي 400 سنة.
المشاشطة اليوم انتشر فيه العمران الحديث، وتقع في التقسيم الإداري ضمن طرابلس الكبرى جنزور الوسط (المشاشطة)، يوجد فيها مقر المجلس وعدد من المدارس. 1 مدرسة اجنادين للتعليم الأساسي 2 مدرسة الوطن العربي للتعليم الأساسي 3 مدرسة شهداء الجمعة للتعليم الثانوي وعلى ارضها قامة معركة (شهداء الجمعة)، تلك المعركة التي جرت فوق رقعة من ثرى ليبيا الحبيبة عند أرض (سواني المشاشطة) يوم الجمعة المباركة 9 / 9 / 1917 ميلادي، وهي امتداد لسلسلة من معارك الشرف والفداء على أرض ليبيا الحرة

## السكان
سكان المشاشطة ينسبون الى الشيخ سالم المشاط دفين المدينة القديمة و له مسجد فيها و متوفى سنة 899 هجري الموافق 1493 فرنجي و مؤسس منطقة المشاشطة في جنزور حفيد الشيخ سالم المشاط و هو احمد عبداللطيف مرابط امحمد الربيعي قاسم سالم المشاط و باني زاوية المسجد فيها سنة 1180 هجرية الموافق 1766 فرنجي 
عائلات المشاشطة التى من ذرية الشيخ سالم المشاط
1 ـ اولاد الشيخ احمد المشاط
ـ فرع عبداللطيف احمــد
ـ عائلة بلعيد المجدوب
ـ عائلة إمحمد شليبك
ـ عائلة عبدالنبي إنبية
ـ فرع إمحمد احمـــد
ـ عائلة سالم 
```
2 ـ أولاد عبدالمؤمن بن بالخير
```

ـ فرع عبداللطيف عبدالمؤمن سالم
ـ عائلة الشيباني
ـ عائلة رجب عبدالمؤن
ـ عائلة محمد البخاري عبدالمؤمن
ـ عائلة صالح محمد
ـ فرع سالم عبدالمؤمن سالم
ـ عائلة حسين 
ـ عائلة يونس 
ـ عائلة ابراهيم
ـ فرع بن عمر 
ـ عائلة أحمد لخضير 
ـ عائلة الهادي عمر
عـــائلات انقرضة
فرع مرابط بن عبداللطيف بن مرابط المشاط
فرع إمحمد سالم عشيش المشاط
فرع المختار بن عبدالسلام المشاط